# Bertan Zoro
Bertan Zoro es una serie de televisión muda y de humor, apta para todos los públicos. Fue coproducida por Euskal Telebista y Wilfer Producciones entre 1991 y 1992, y consta de 13 capítulos de treinta minutos de duración.

## Características
Fue grabada en exteriores e interiores naturales de San Sebastián, ciudad y alrededores, principalmente en Torre Satrustegi, una magnífica mansión situada en la ladera del monte Igeldo, que sirve como sede del sanatorio.
Presenta una trepidante acción y gags sin diálogos, con un uso del humor visual de lenguaje universal, lo que evita la necesidad de doblajes o subtítulos. Los actores "guturalizan" las palabras. La banda sonora está compuesta por sonido ambiente, efectos especiales, música original y risas. Se emplea una imagen acelerada, evocando el viejo estilo de la Keystone y las primeras épocas del cine mudo de humor. No obstante, Bertan Zoro está en color y cuenta con técnicas modernas.
- Dirección y guion: Patxi Barco
- Realización: Jorge Guerrero Odriozola
- Producción ejecutiva: Willy Rubio
- Producción de ETB: Fina Salegi
- Escenografía: Satur Idarreta
- Sonido: José Luis Rubio
- Música: Iñaki Salvador
- Director de fotografía: Marcos Pasquín

## Argumento
Un médico expulsado de la sanidad pública decide abrir un sanatorio para enfermos mentales. Para ello, contrata a ciertos enfermeros indeseables y a una pizpireta enfermera que no tiene conocimientos en su oficio. Por el sanatorio desfilan personajes de todo tipo: gánsteres en busca de refugio, domadores de circo sin fieras, curas visionarios, pirómanos con manguera, recién casados que confunden el lugar con un hotel de cinco estrellas, militares en busca de guerra, bomberos en prácticas y especuladores inmobiliarios que desean el solar para enriquecerse, entre otros. Cada capítulo presenta una sucesión de gags y situaciones humorísticas.

## Actores
Entre los actores se encuentran:
- Ramón Agirre
- Anjel Alkain
- Anabel Alonso
- Álex Angulo (†)
- Joseba Apaolaza
- Alberto Arizaga
- Agustín Arrazola
- Loli Astoreka
- Klara Badiola
- Patxi Barco
- Ramón Barea
- Fernando Bernués
- Teresa Calo
- Kike Díaz de Rada
- Karra Elejalde
- Isidoro Fernández
- Mireia Gabilondo
- Jon Garayalde
- Mikel Garmendia
- Tito Herrero
- Ramón Ibarra
- Loinaz Jauregi
- Niko Liceaga
- Garbi Losada
- Koldo Losada
- Txema Ocio
- Eneko Olasagasti
- Mikel Olaziregi
- Maribel Ripoll
- Pilar Rodríguez
- Idoia Sagarzazu
- Paco Sagarzazu
- Patxi Santamaria
- César Saracho
- Juan Mari Segués
- José Ramón Soroiz
- Santi Ugalde
- Carlos Zabala

- Datos: Q8247051